# معهد الرياضيات والمعلوماتية الهولندي
معهد الرياضيات و المعلوماتية (CWI) (بالهولندية: Centrum Wiskunde & Informatica) هو معهد الأبحاث القومي الهولندي المتخصص في مجال الرياضيات وعلوم الحاسوب النظرية. جزء من المنظمة الهولندية للبحث العلمي (NWO) ويقع في حديقة أمستردام العلمية. يشتهر هذا المعهد بأنه مؤسس لغة برمجة بايثون. وهو عضو مؤسس في اتحاد الأبحاث الأوروبي للمعلوماتية والرياضيات (ERCIM).

## البرمجيات واللغات
- لغة برمجة ABC
- الجول 60
- الجول 68
- ألما 0 ، لغة برمجة حاسوبية متعددة النماذج
- بيئة ASF + SDF Meta، تمييزات للغة البرمجة ونظام النماذج، مولد IDE
- اوراق النمط المتعاقب
- MonetDB
- NetHack
- لغة برمجة بايثون
- RascalMPL، لغة برمجة التعريف للأغراض العامة
- RDFa
- سميل
- قواعد فان ويجنجاردن
- XForms
- XHTML
- أحداث XML

## روابط خارجية
- الموقع الرسمي